# Die Bewegung (Island)
Die Bewegung (isländisch Hreyfingin) war von 2009 bis 2012 eine politische Bewegung und Partei in Island. Sie hatte drei Abgeordnete im isländischen Parlament Althing. Diese waren vorher Mitglieder der Bürgerbewegung. 

## Geschichte
Die erste Bürgerbewegung hatte vier Abgeordnete im Parlament. Þráinn Bertelsson verließ diese Partei im Sommer 2009. Am 18. März 2012 wurde die Fusion der Bewegung mit der Bürgerbewegung, aus der sie hervorgegangen war, und der Liberalen Partei Islands zu einer neuen Partei bekanntgegeben. Diese heißt Dögun („Morgenröte“).

### Abgeordnete
Die drei Abgeordneten der Bewegung waren:
- Birgitta Jónsdóttir (* 1967), Schriftstellerin und Künstlerin
- Margrét Tryggvadóttir (* 1972), Schriftstellerin
- Þór Saari (* 1960), Ökonom